# Краснопілля (Гусєвський район)
Краснопілля (рос. Краснополье) — селище Гусєвського району, Калінінградської області Росії. Входить до складу Михайловського сільського поселення.
Населення —  113 осіб (2015 рік). 

## Населення
| 2002 | 2010 |
| ---- | ---- |
| 111  | ↗113 |